# Laganosuchus
Laganosuchus es un género extinto de estomatosúquidos cocodriliformes. Se han encontrado fósiles desde Níger hasta Marruecos que datan del  Cretácico Superior. El nombre significa "cocodrilo panqueque"  del antiguo griego laganon ("panqueque") y souchos ("cocodrilo") en referencia al cráneo aplanado característico de los estomatosúquidos. Paul Sereno y Hans Larsson, los primeros que describieron el género en una monografía publicada en ZooKeys en 2009 junto con otros cocodriliformes del Sáhara como Anatosuchus y Kaprosuchus, le han apodado "PancakeCroc" (cocodrilo panqueque o crepa, en inglés).
La especie tipo es L. thaumastos del Cenomaniense en la formación Echkar en Níger. Una segunda especie, L. maghrebensis, se conoce de la Kem Kem Beds en Marruecos, que también es Cenomaniense.

## Paleobiología

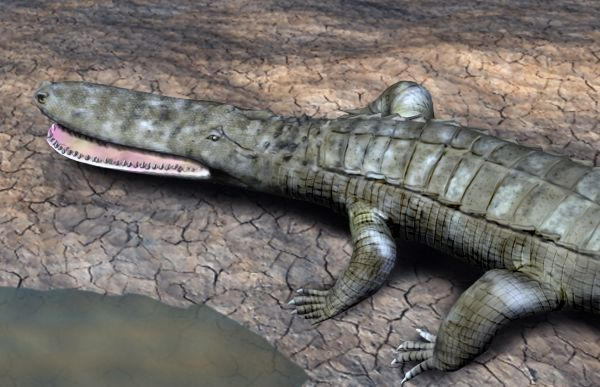
Reconstrucción

Según Sereno, L. thaumastos tenía aproximadamente 6 metros de largo, con una cabeza plana de un metro. Debió de permanecer quieto durante horas en los ríos y lagos, esperando a que una presa pasara entre sus dentadas fauces abiertas.